# Flămânda, Iampol
Flămânda (în ucraineană Оксанівка, transliterat: Oksanivka) este un sat în comuna Galijbievka din raionul Iampol, regiunea Vinița, Ucraina. Este situat pe malul Nistrului,  la granița cu Republica Moldova, lângă Cureșnița. Există un punct vamal de trecere fluvială Cureșnița – Oxanovca/Flămânda la frontiera de stat moldo-ucraineană.

## Istoric

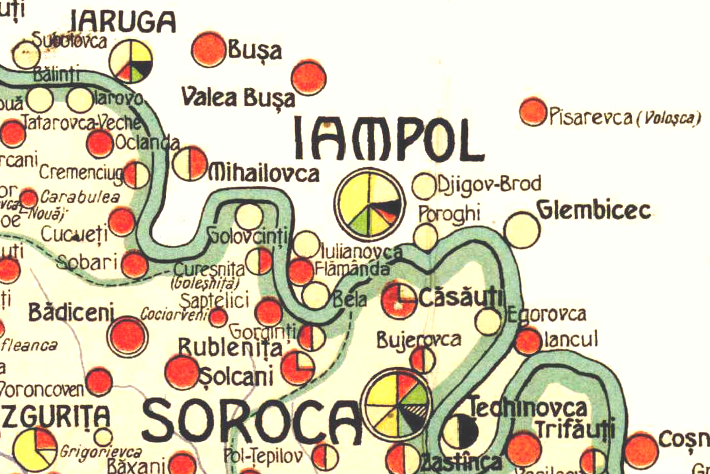
Flămânda pe harta etnografică a Basarabiei din 1918

Pe malurile stâncoase abrupte ale Nistrului de lângă localitate, se află chilii arhaice săpate de călugării români. După harta etnografică a Basarabiei din 1918 în sat locuiau numai moldoveni. Flămânda a fost denumirea oficială a satului până în anul 1946 când a fost redenumit în Oxanovka, în cinstea Oxanei (Oxana Dudnițkaia), originară din acest sat, care a fost împușcată de naziști pe malul Nistrului. În sat locuiesc în prezent numai 85 de oameni. În crăpăturile stâncilor de pe malul Nistrului, lângă Flămânda, își fac cuibul mai multe specii de păsări, inclusiv codroșul de munte, care au fost studiate de academicianul Ion Ganea.

## Demografie
Componența lingvistică a localității Flămânda
     Ucraineană (93,33%)
     Română (5,45%)
     Belarusă (1,21%)
Conform recensământului din 2001, majoritatea populației localității Flămânda era vorbitoare de ucraineană (93,33%), existând în minoritate și vorbitori de română (5,45%) și belarusă (1,21%).

Harta Basarabiei. 1918